# San Giovanni Maria Vianney
San Giovanni Maria Vianney är en kyrkobyggnad och titelkyrka i Rom, helgad åt den helige Jean-Marie Vianney, känd som Curé d'Ars. Kyrkan är belägen vid Via Lentini i zonen Borghesiana och tillhör församlingen San Giovanni Maria Vianney.

## Historia
Kyrkan uppfördes åren 1989–1990 efter ritningar av arkitekten Tommaso Sbardella och konsekrerades den 4 november 1990.

## Titelkyrka
Kyrkan stiftades som titelkyrka av påve Benedictus XVI år 2012.

### Kardinalpräster
- Rainer Maria Woelki (2012– )

## Kommunikationer
- Tunnelbanestation – Roms tunnelbana, linje  Borghesiana